# Haitská hokejová reprezentace
Haitská hokejová reprezentace je národní hokejové mužstvo Haiti. Haiti dosud není členem Mezinárodní federace ledního hokeje a nemůže se proto účastnit mistrovství světa ani zimních olympijských her.

## Mezistátní utkání Haiti
23.04.2017  Libanon 7:4 Haiti 